# Piazza del Quirinale

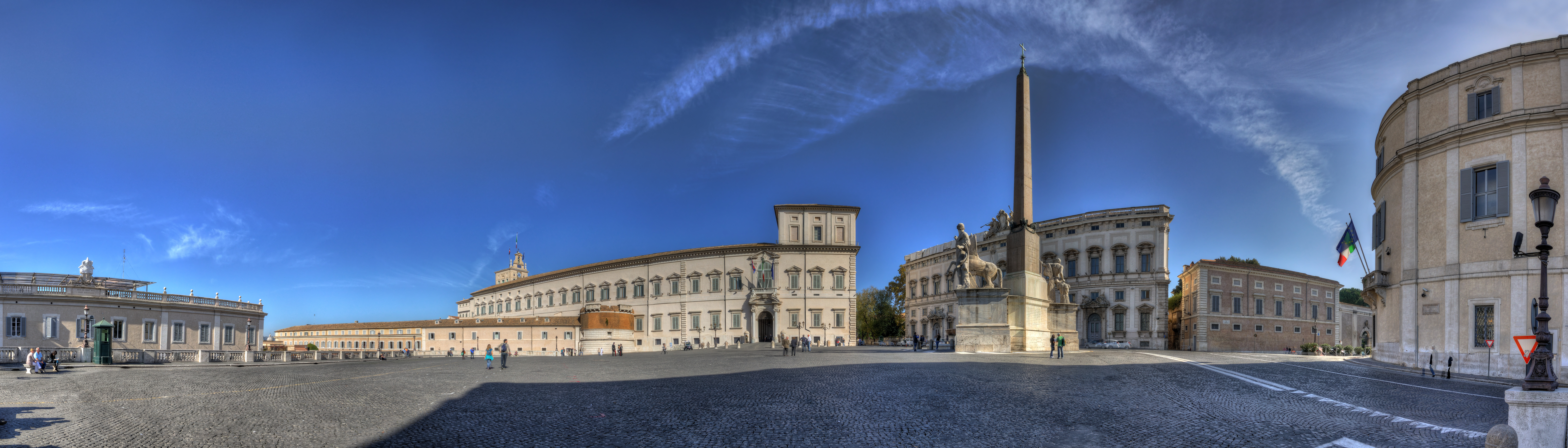
Piazza del Quirinale von Südwesten gesehen

Die Piazza del Quirinale (dt.: Quirinalsplatz), im Volksmund auch Piazza di Monte Cavallo, ist ein rund 5.800 m² großer, unregelmäßig geformter, nach Nordosten ansteigender Platz zwischen der Via del Quirinale und der Via XXIV Maggio auf dem Quirinal in den Bezirken Monti und Trevi der italienischen Hauptstadt Rom.

## Lage und Beschreibung

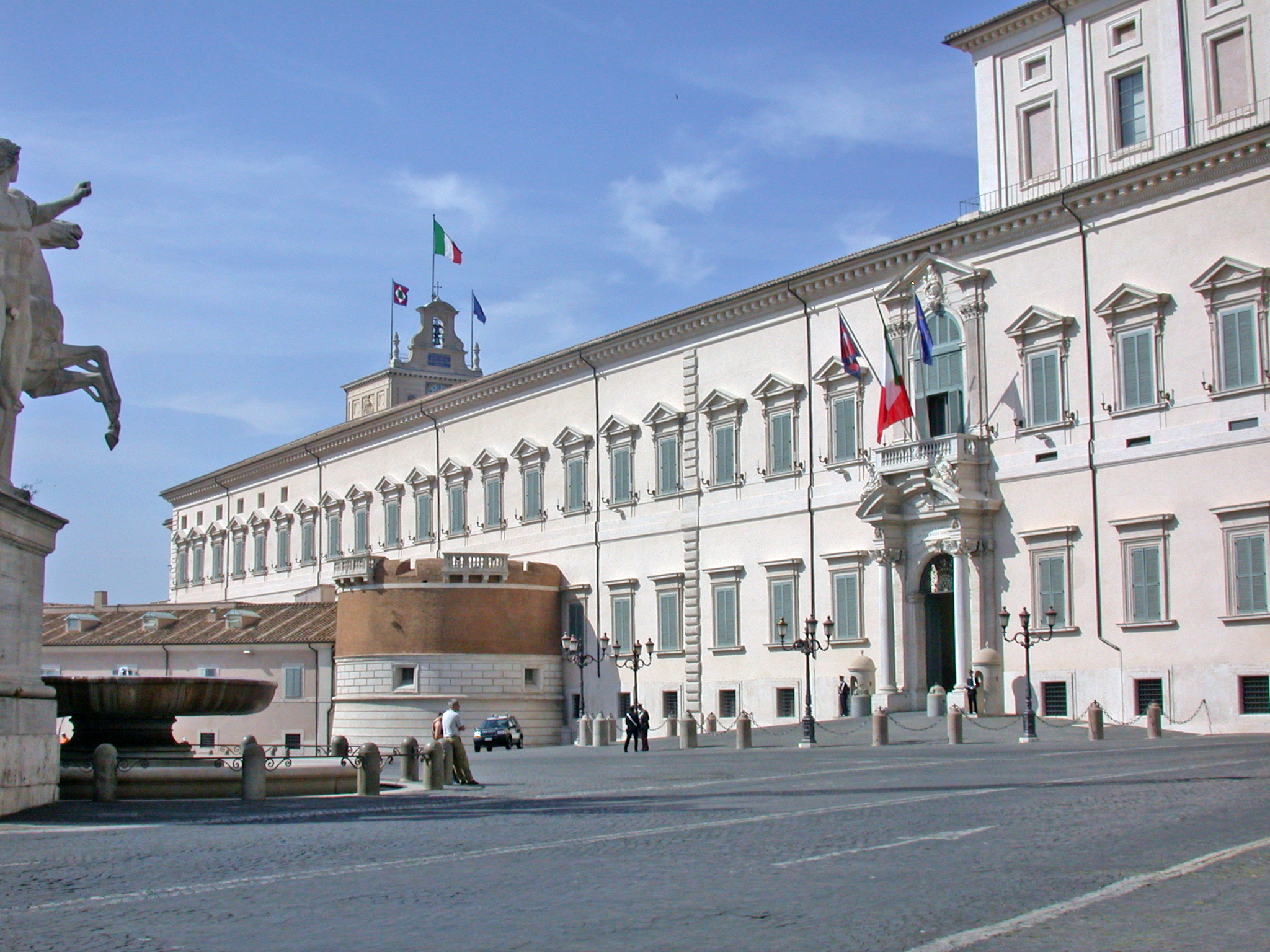
Palazzo del Quirinale

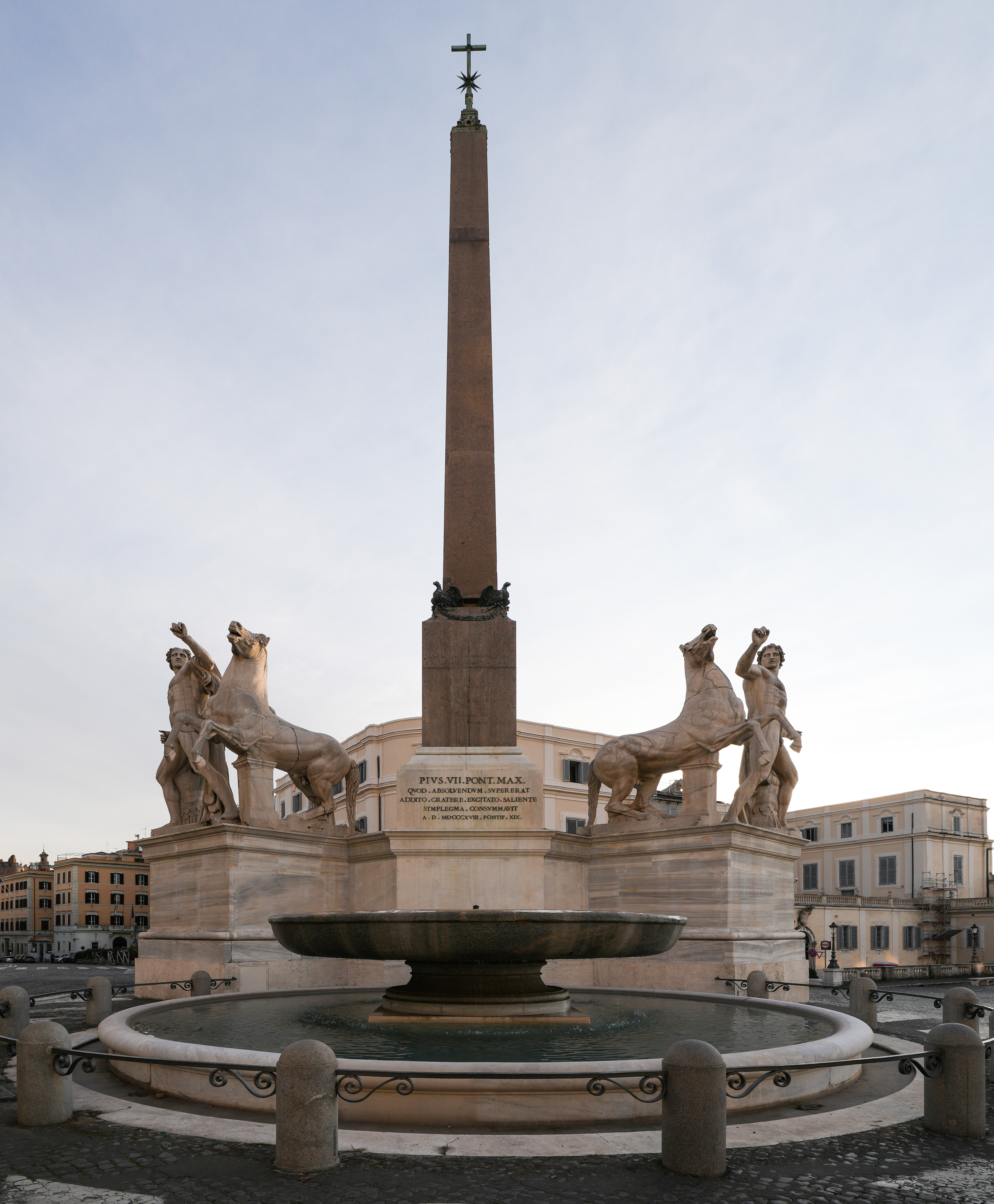
Fontana dei Dioscuri

Perspektivische Stadtpläne zeigen die Lage der Piazza del Quirinale im Südwesten des Quirinalshügels und seine historisch gewachsene Form. Der Platz ist geprägt von den umstehenden Gebäuden: An der Nordseite befindet sich der Palazzo del Quirinale aus dem 16. Jahrhundert, erbaut als Sommerresidenz der Päpste, 1871 zum Königspalast erklärt und nach Ausrufung der Republik 1946 zum Amtssitz des italienischen Staatspräsidenten umgebildet. Im Palazzo della Consultà an der Ostseite, einst Gebäude des Päpstlichen Gerichts, hat das Verfassungsgericht seinen Sitz. Die an der Südwestseite angesiedelten, ehemaligen Scuderie del Quirinale (Marställe) aus dem 18. Jahrhundert werden heute für große Ausstellungen genutzt.
Den nicht planmäßig angelegten Platz dominiert der Obelisco del Quirinale, ein im Auftrag von Papst Pius VI. 1786 aufgerichteter, 14 Meter hoher Obelisk, der zuvor den Eingang zum Augustusmausoleum markierte. Ihn ergänzen links und rechts zwei antike Figurengruppen sowie ein kreisrundes Granit-Wasserbecken zum Dioskurenbrunnen. Von den Pferdestatuen leitet sich der Zweitname des Ortes Piazza di Monte Cavallo ab. Auf der gegenüberliegenden Seite nach Westen ist der Platz als Aussichtsplattform, die einen weiten Blick bis zum Petersdom bietet, gestaltet.
Zu feierlichen Anlässen wie der Festa della Repubblica findet auf der Piazza del Quirinale der Wechsel der Ehrengarde mit Aufmarsch und Parade des Corazzieri-Regiments und der Fanfare des 4º Reggimento carabinieri a cavallo statt. Zu den Paradeuniformen gehört neben Brust- und Rückenpanzer auch der traditionelle Helm mit Rosshaar-Schweif.

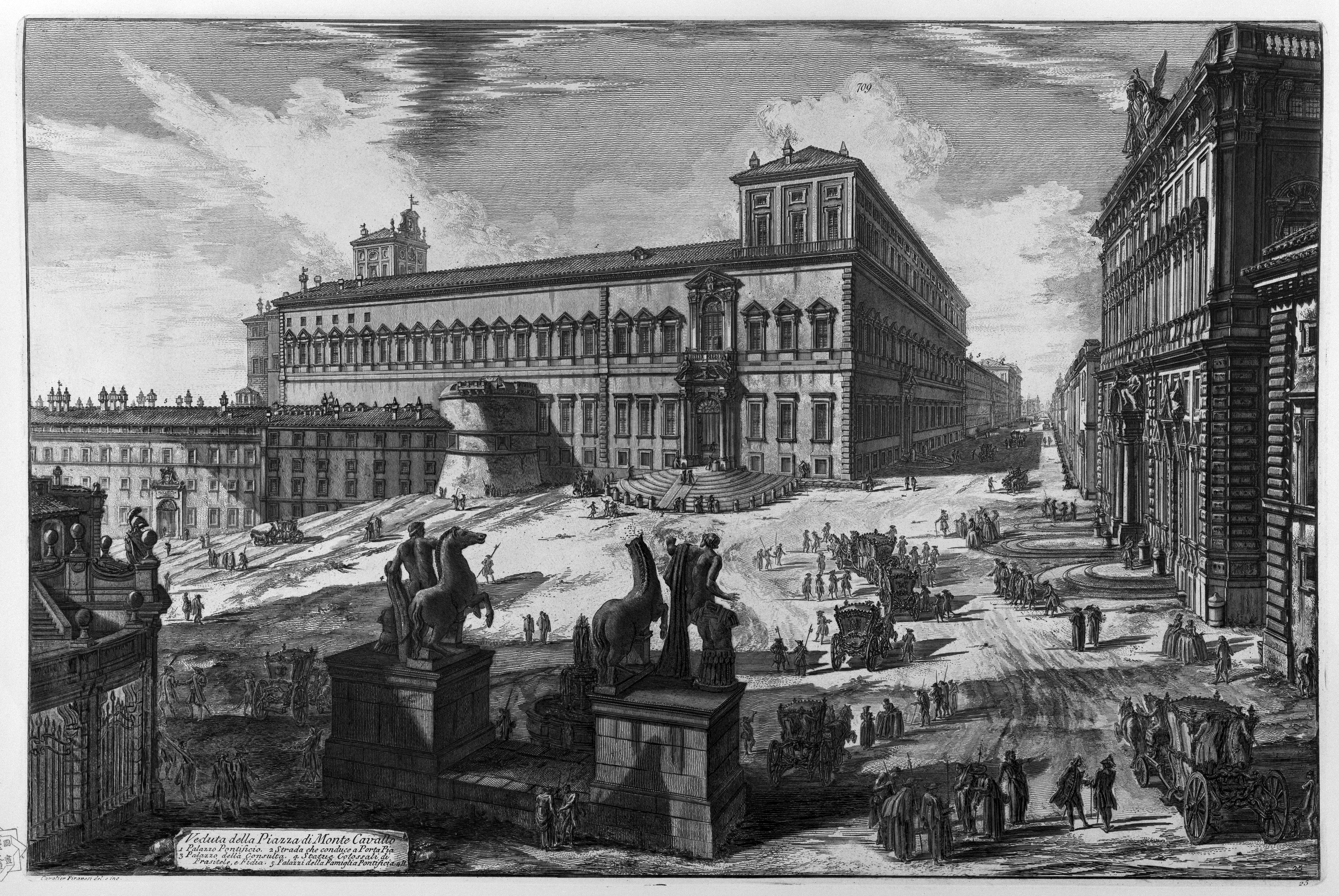
Quirinalsplatz vor Aufstellung des Obelisken, Kupferstich von Giovanni Battista Piranesi, um 1835
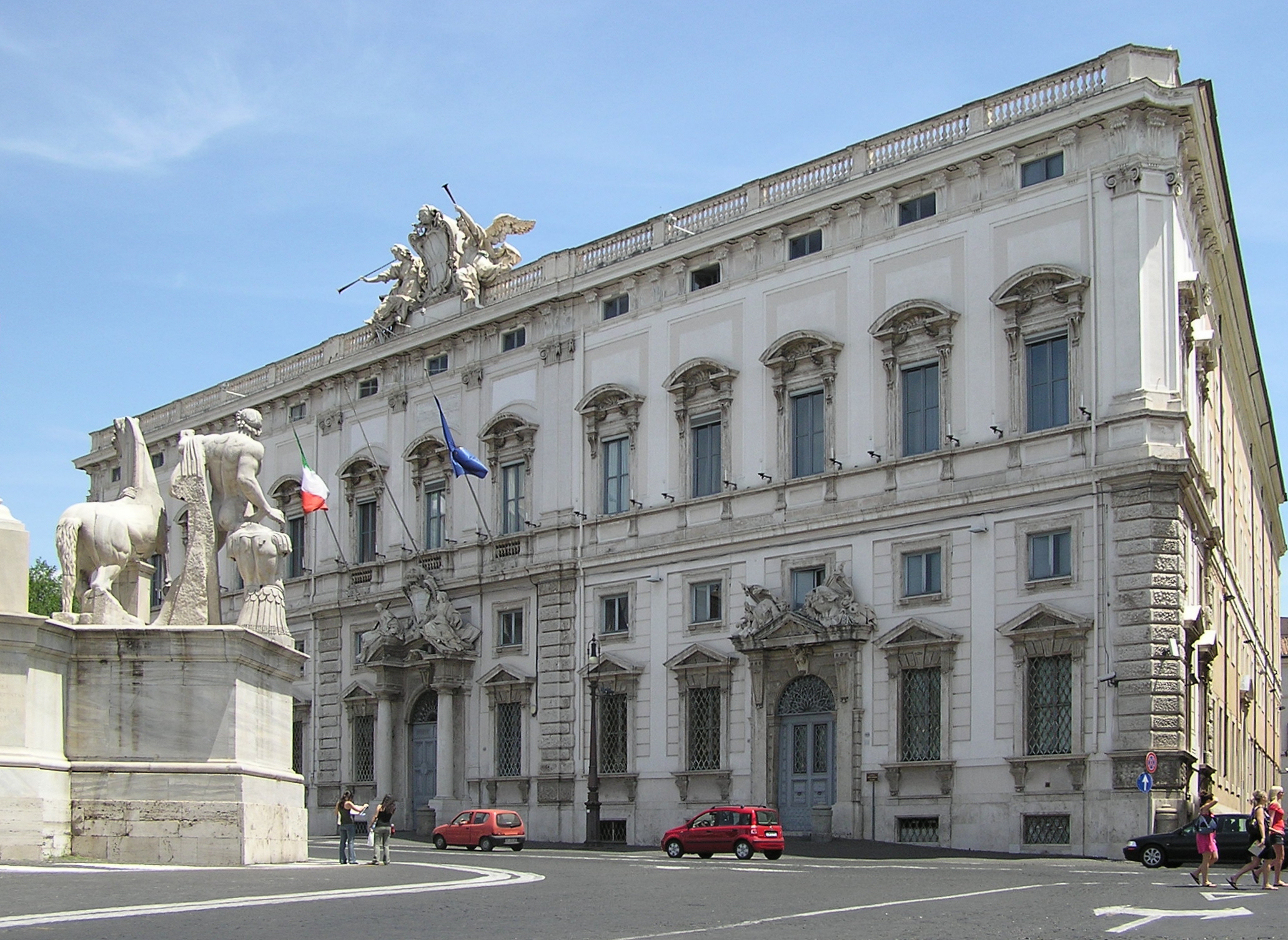
Palazzo della Consultà, Sitz des Verfassungs-gerichts
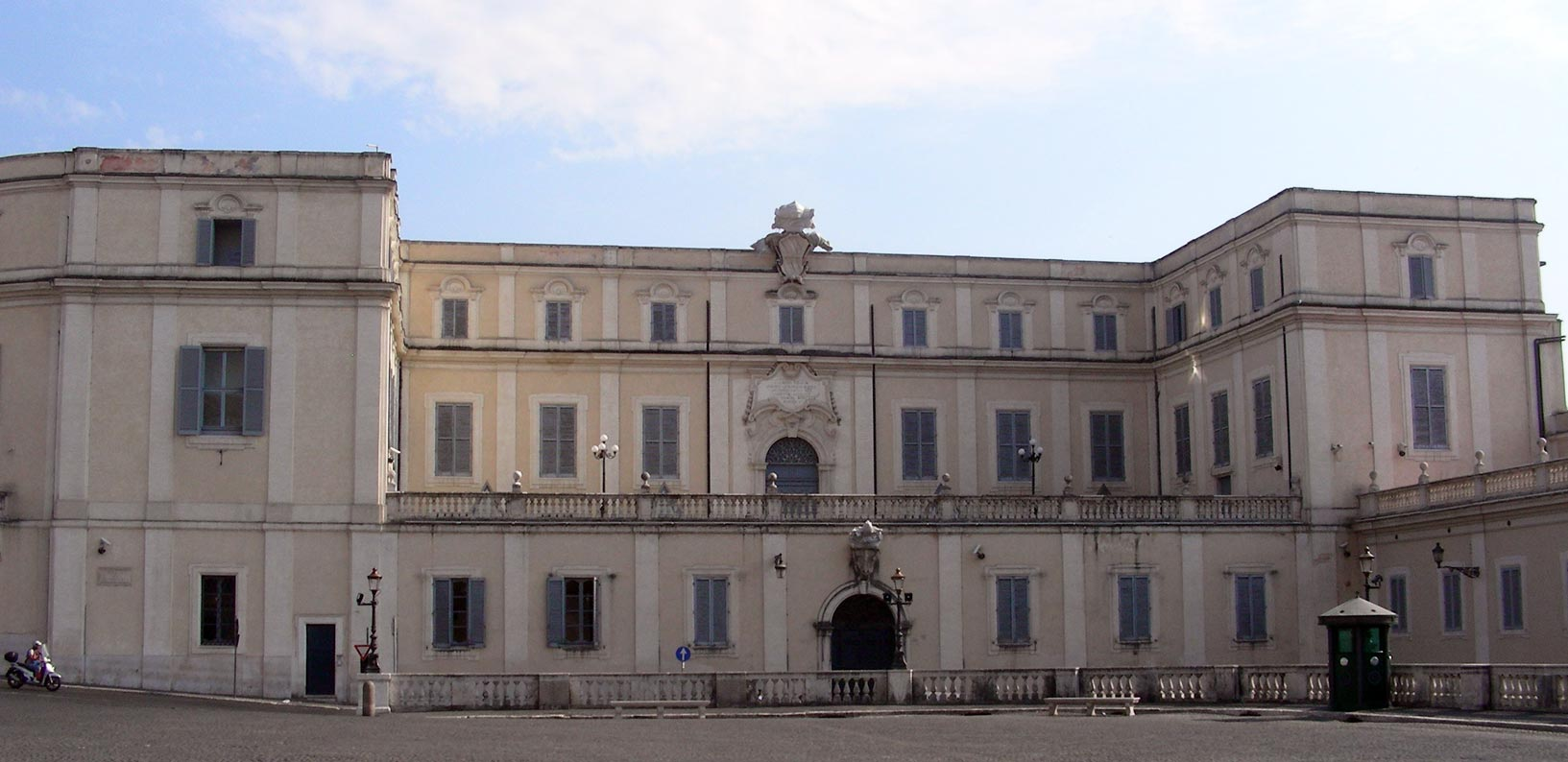
Scuderie del Quirinale, die ehemaligen Stallungen
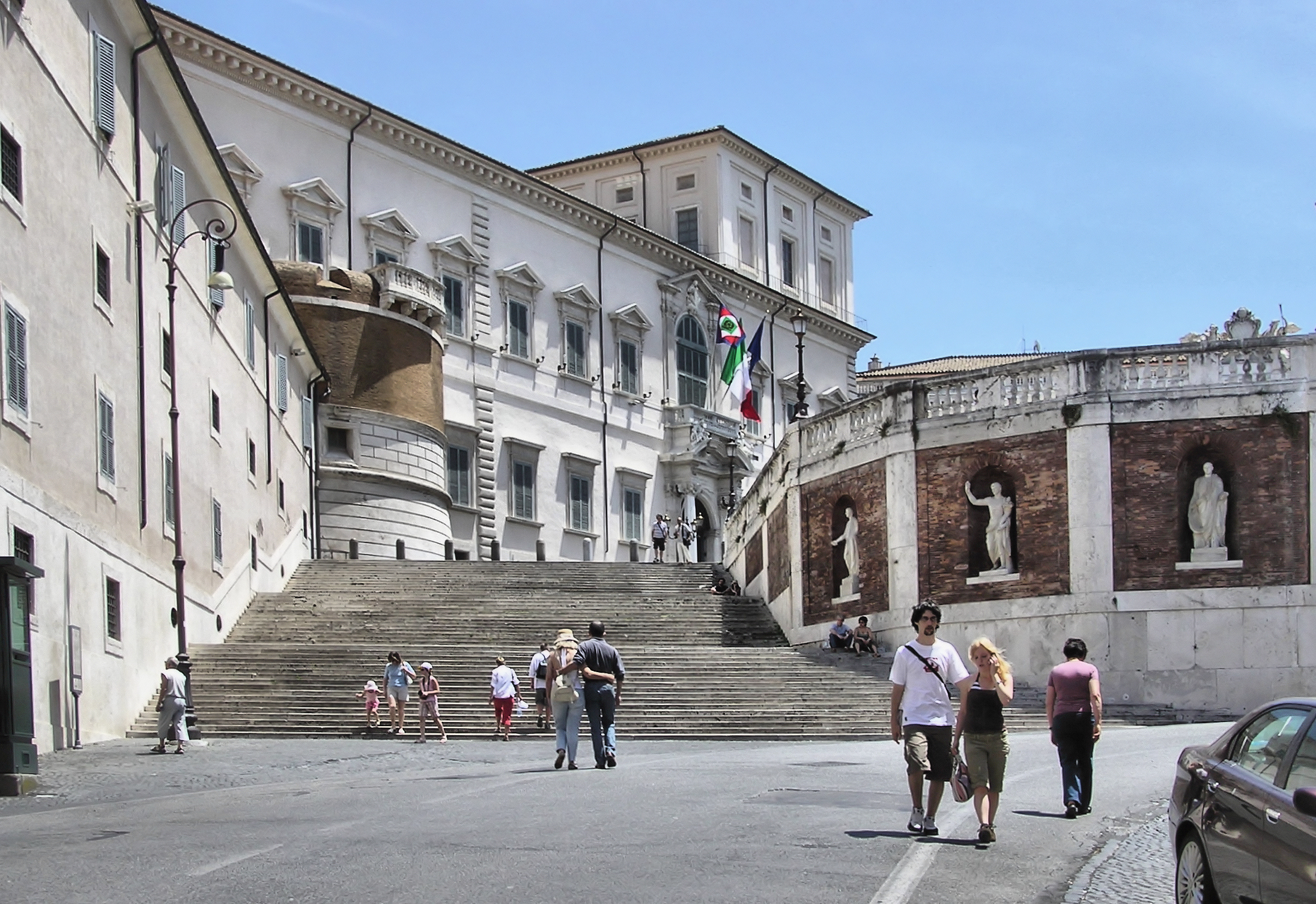
Treppe von der Via della Dataria zur Piazza del Quirinale
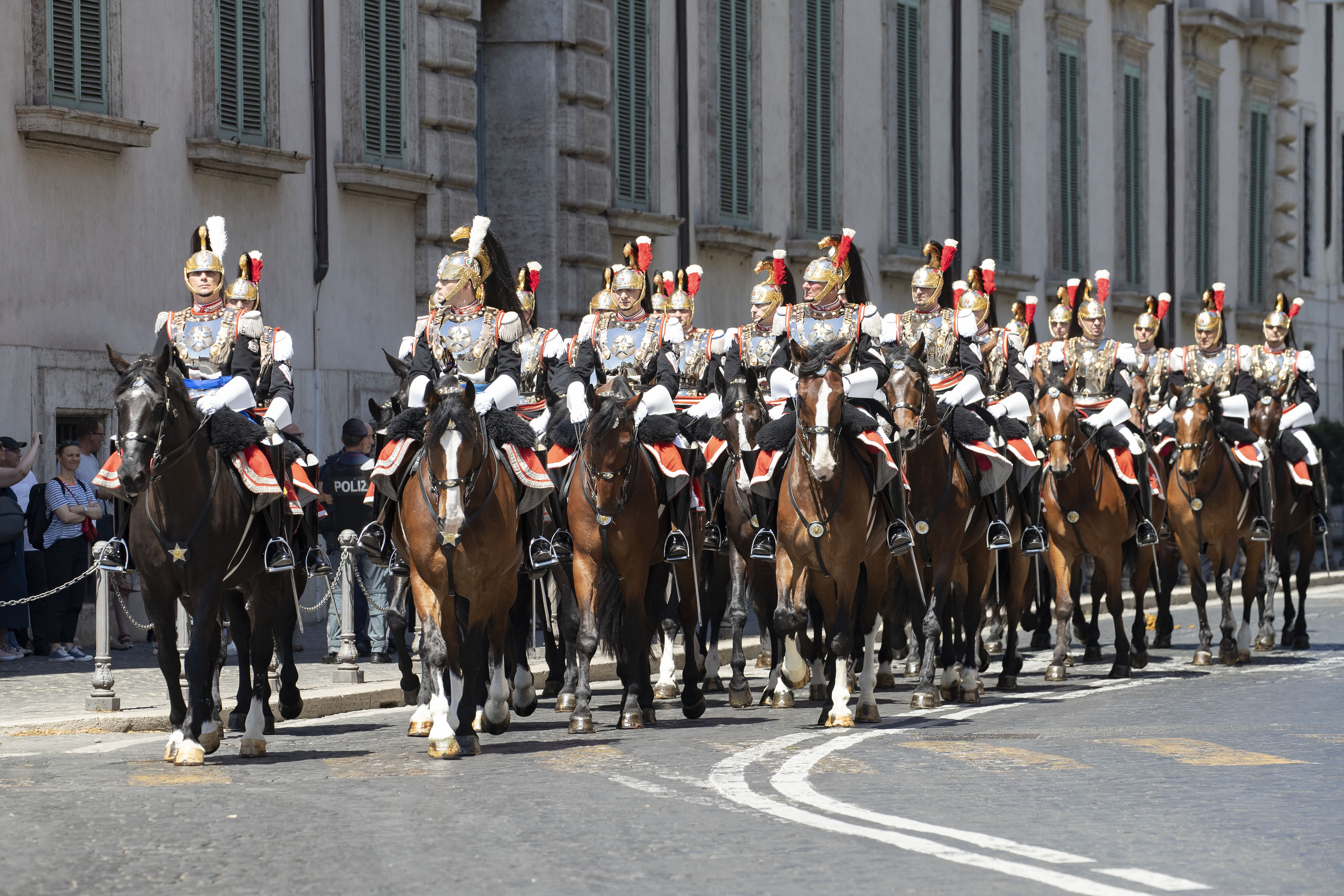
Defilee des Regiments der Kürassiere

## Umgebung
Nordwestlich beginnt die steile Straße Via della Dataria; von dort führt die Via delle Vergini zum Trevi-Brunnen (insgesamt ca. 150 Meter). Nordöstlich beginnt an der Piazza del Quirinale die Via del Quirinale, die in der Verlängerung Via del XX. Settembre heißt; sie endet an der Piazza di San Bernardo. Nach Süden führt die Via 24 Maggio zum Largo Magnanapoli. Die kleine Straße Salita di Montecavallo umgibt den Platz südwestlich; sie beginnt an der Via 24 Maggio und wird an der breiten Treppe zum Platz zur Via della Dataria.